# Harju (Jyväskylä)
Pour les articles homonymes, voir Harju.
Harju, anciennement Syrjänharju ou Jyväsharju est une colline de Jyväskylä en Finlande,.

## Histoire
La colline est située entre le centre de Jyväskylä et le quartier de Mäki-Matti.
On peut accéder au sommet de la colline par un escalier en pierres appelé escalier de Nero.
Dans les années 1920, une nouvelle mode d’organisation des jardins en belvédère donne naissance à l'"escalier de Nero".
L'idée vient de Toivo Salervo.
L'escaliers sera construit sous la direction de l'ingénieur municipal J.E. Järvilehto en 1925. 
L'escalier recevra pourtant le nom du précédent ingénieur municipal Oskar Nero.
En 1926, on construit un terrain de sport et un théâtre d'été.
Pendant la Guerre d'Hiver et la Guerre de Continuation la tour sert de position anti-aérienne.
Dès le sommet de la colline on trouve le lycée de Jyväskylä, l'église pentecôtiste de Jyväskylä (fi), la halle du marché de Jyväskylä, l'institut des métiers de Jyväskylä et l'école normale de Jyväskylä (fi).
La zone verte recouvrant la colline présente de nombreux chemins et sentiers.
De l'harju on peut apercevoir le lac Jyväsjärvi. 
Auparavant on extrayait des matériaux pour construire la ville.
En 1940, on interdira toute extraction de matériaux et d'utiliser du sable du Harju pour combler la partie ouest du lac Jyväsjärvi.
Au sommet de la colline se trouve la Tour de Harju qui est un château d'eau construit en 1923.
La Tour de Harju comporte le musée de la nature de Finlande centrale, un restaurant panoramique et une tour d'observation.

## Quartier de Harju
Harju est le quartier numéro 2 de Jyväskylä, qui comprend le harju et la petite zone de Tapionkatu.
Le quartier de Harju est limité par les rues Puistokatu, Rajakatu, Pitkäkatu et Yliopistonkatu.

## Galerie

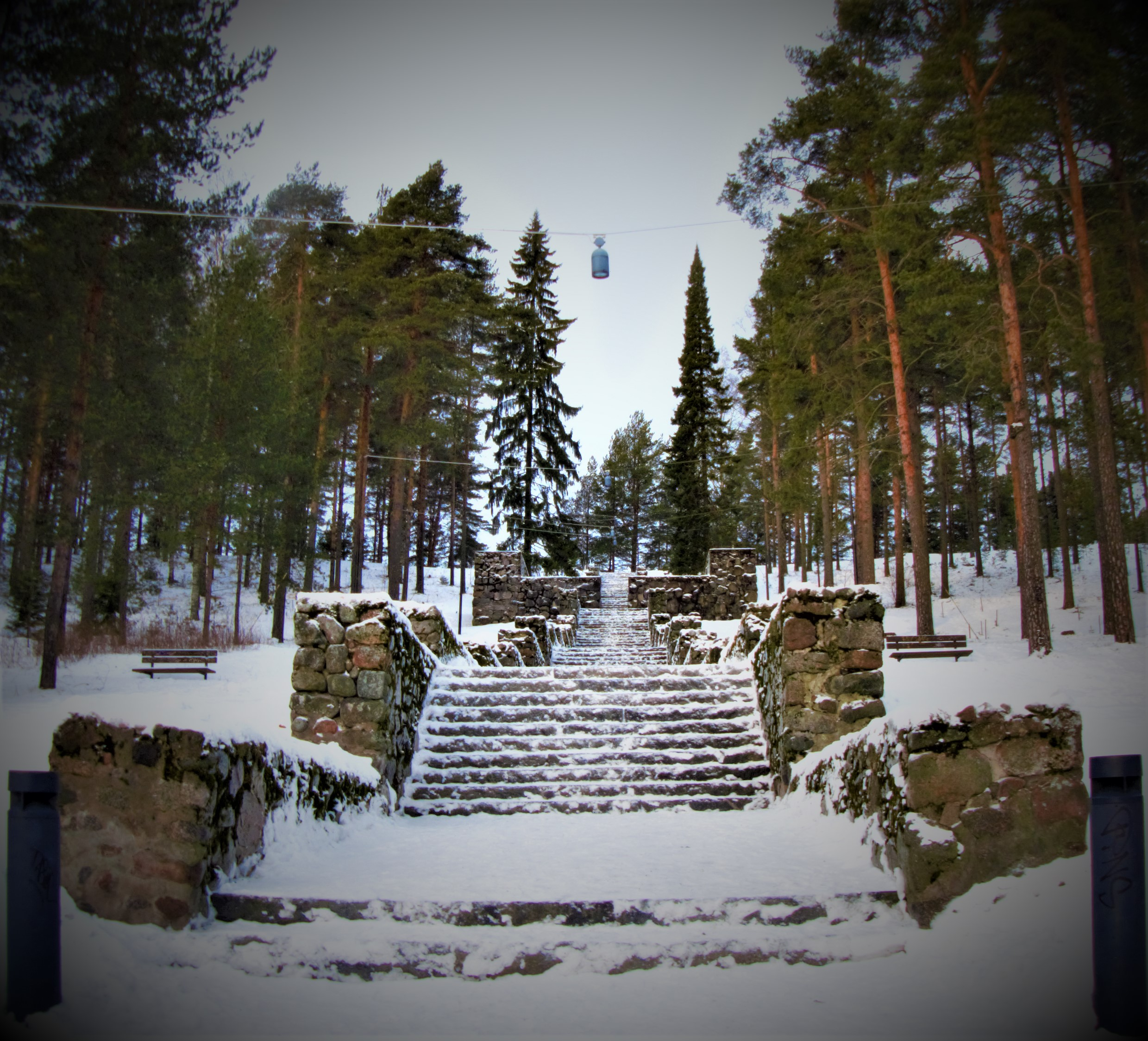
L'escalier de Nero.
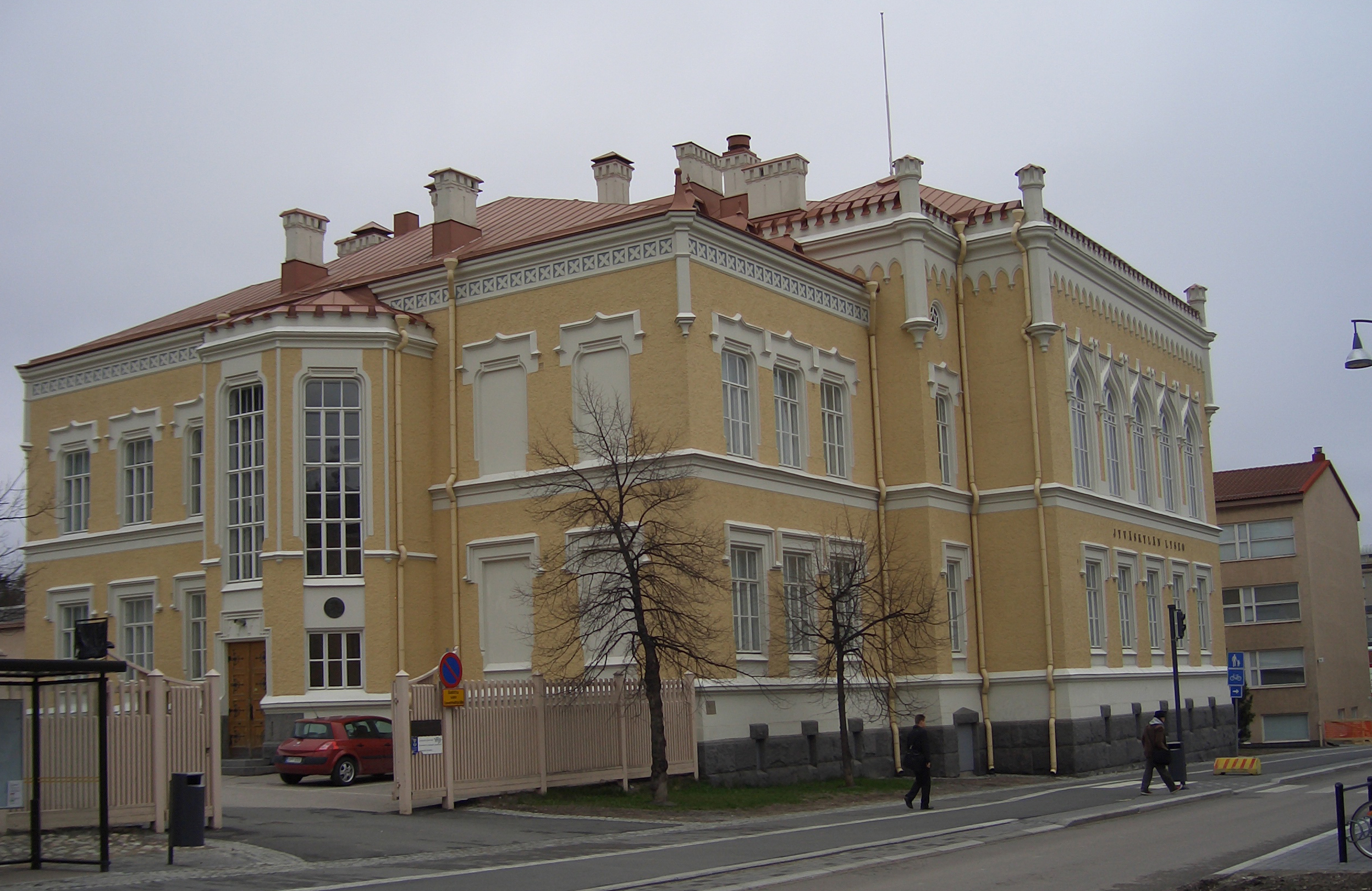
Lycée de Jyväskylä
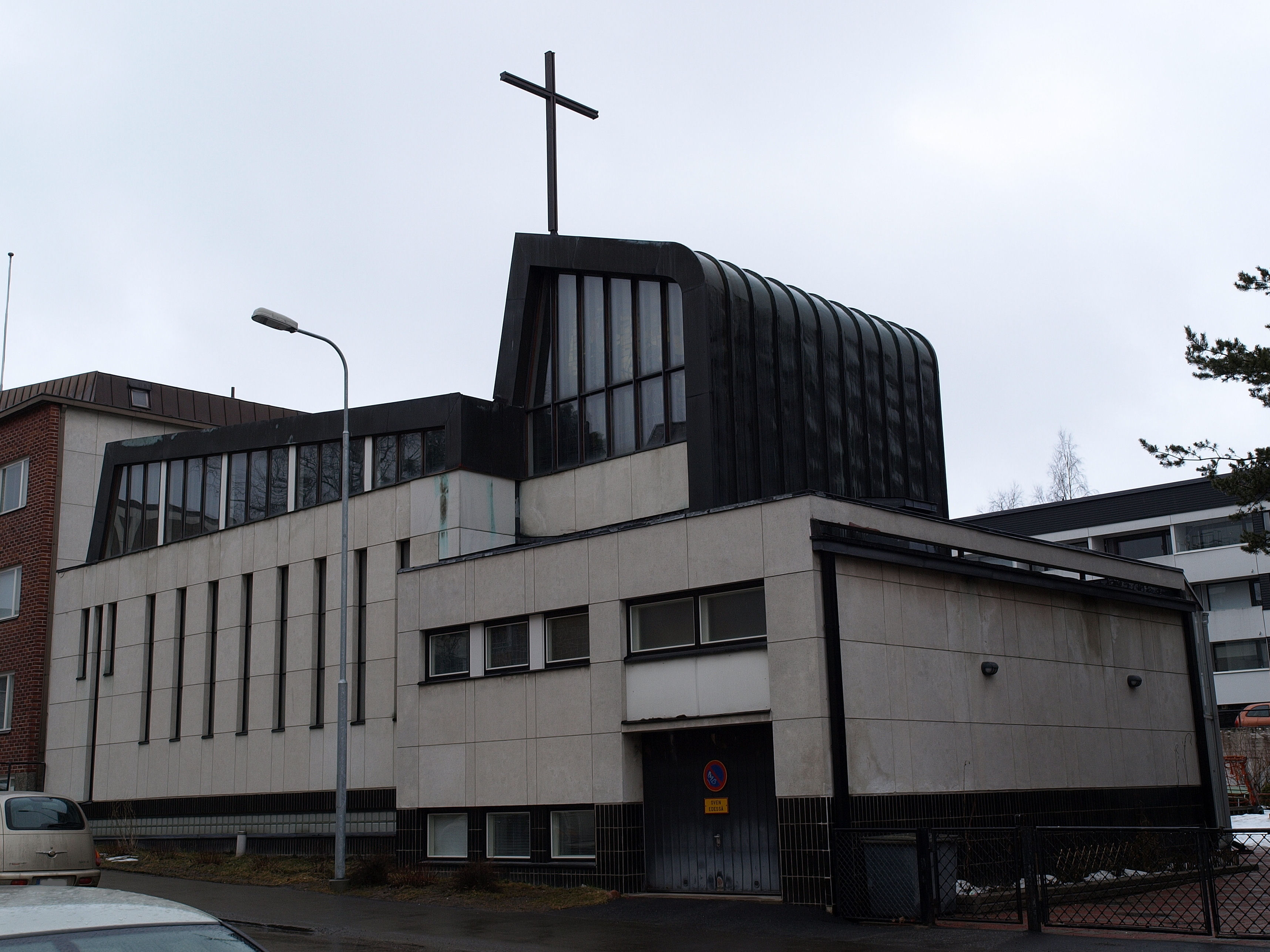
L'église Saint-Olav.

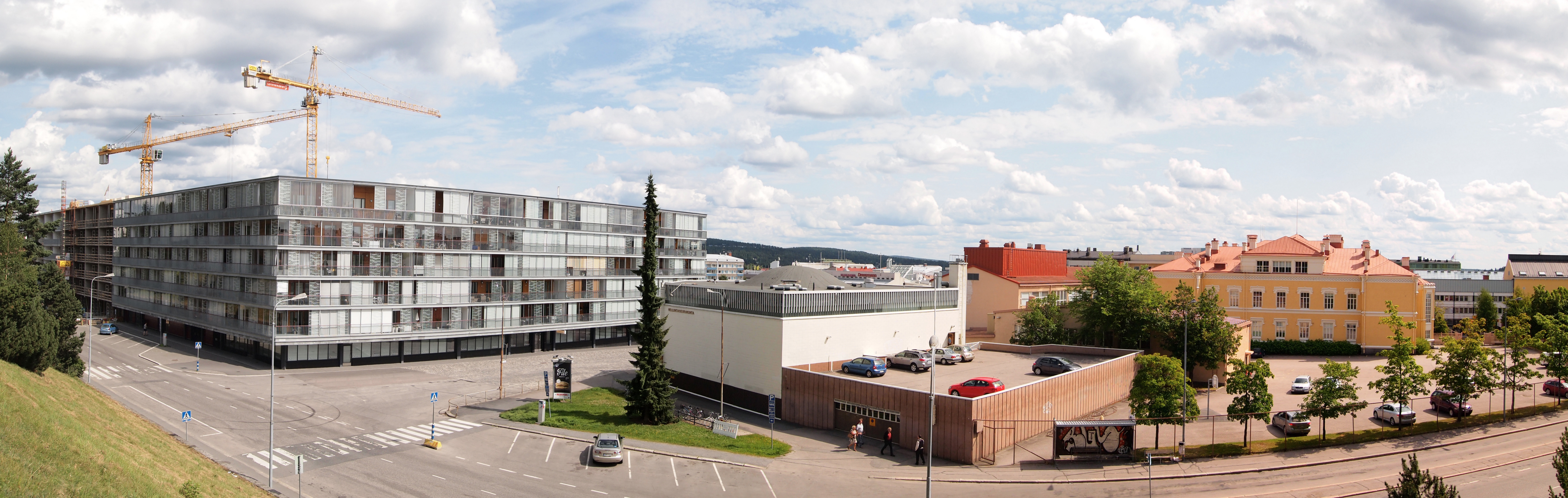
La rue Harjukatu vue de la côte du Harju.
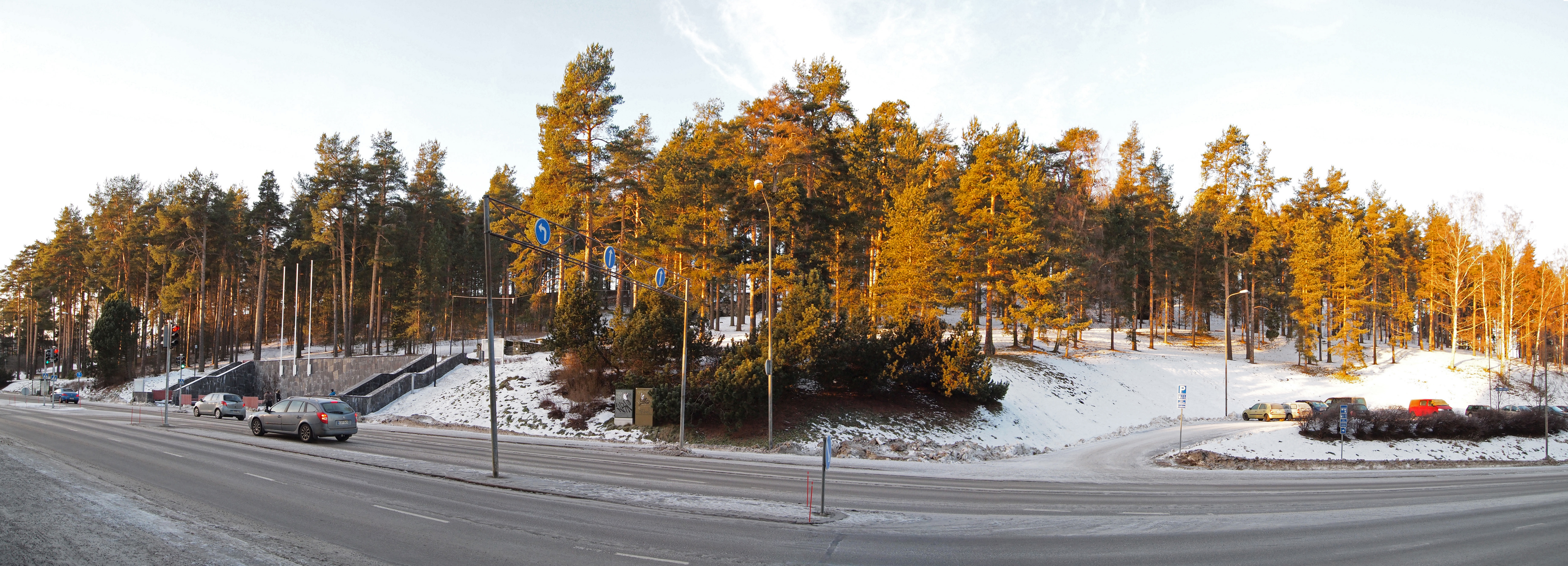
Vue panoramique du Harju.
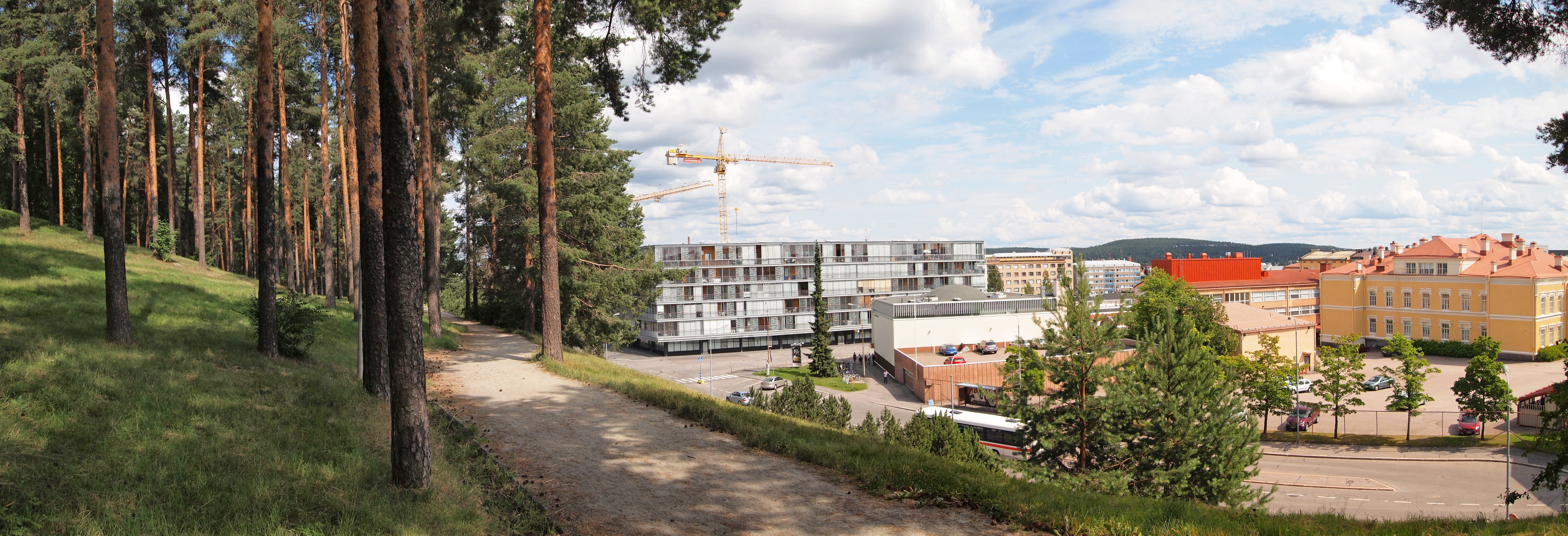
Chemin du Harju.